# Weymann Fabric Bodies
Weymann Fabric Bodies est une conception brevetée de fuselages d'avions et de carrosseries légères pour véhicules à moteur. Le système utilise un cadre en bois articulé recouvert de tissu. Il fut très populaire sur les voitures dans les années 1920 jusqu'au début des années 1930 parce qu'il réduisait les grincements et les craquements entendus dans l'habitacle par son utilisation d'articulations flexibles entre montants de carrosserie.

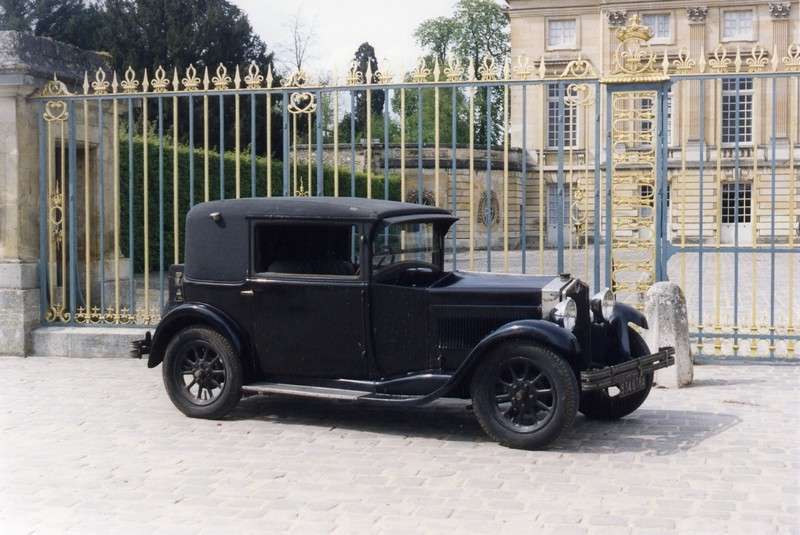
Fiat 509 avec carrosserie Weymann, par Pourtout, 1929

Le système, lorsqu'il est utilisé sur des voitures, rend le voyage plus silencieux, et les performances sont améliorées en raison de la légèreté de la carrosserie, mais il offre peu de protection en cas d'accident grave, et sans entretien adéquat (le matériel employé étant sujet à la pourriture), il a potentiellement la vie courte. Le tissu fournit une surface mate et le cadre des angles vifs. Des supports métalliques de coin ont été employés par après pour lisser les coins et le tissu pouvait recevoir une finition de plusieurs couches de peinture sablée à la main, appelé Tôle Souple, donnant l'impression d'être des panneaux de métal poli.
Introduite sur le marché en 1921, la carrosserie Weymann est tombée en désuétude en moins d'une décennie.

## Système de carrosserie Weymann

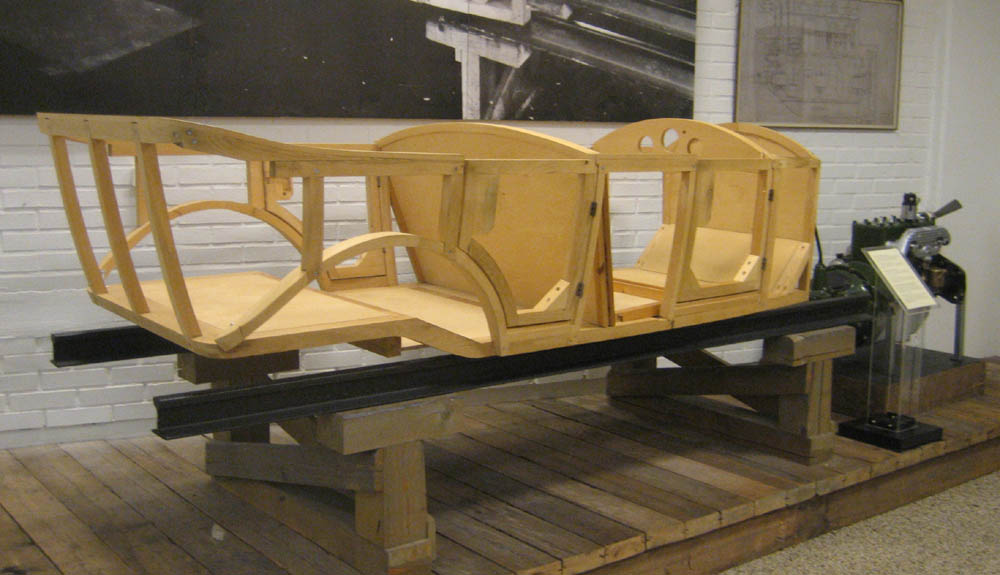
Armature de carrosserie classique non-Weymann (Volvo ÖV 4)

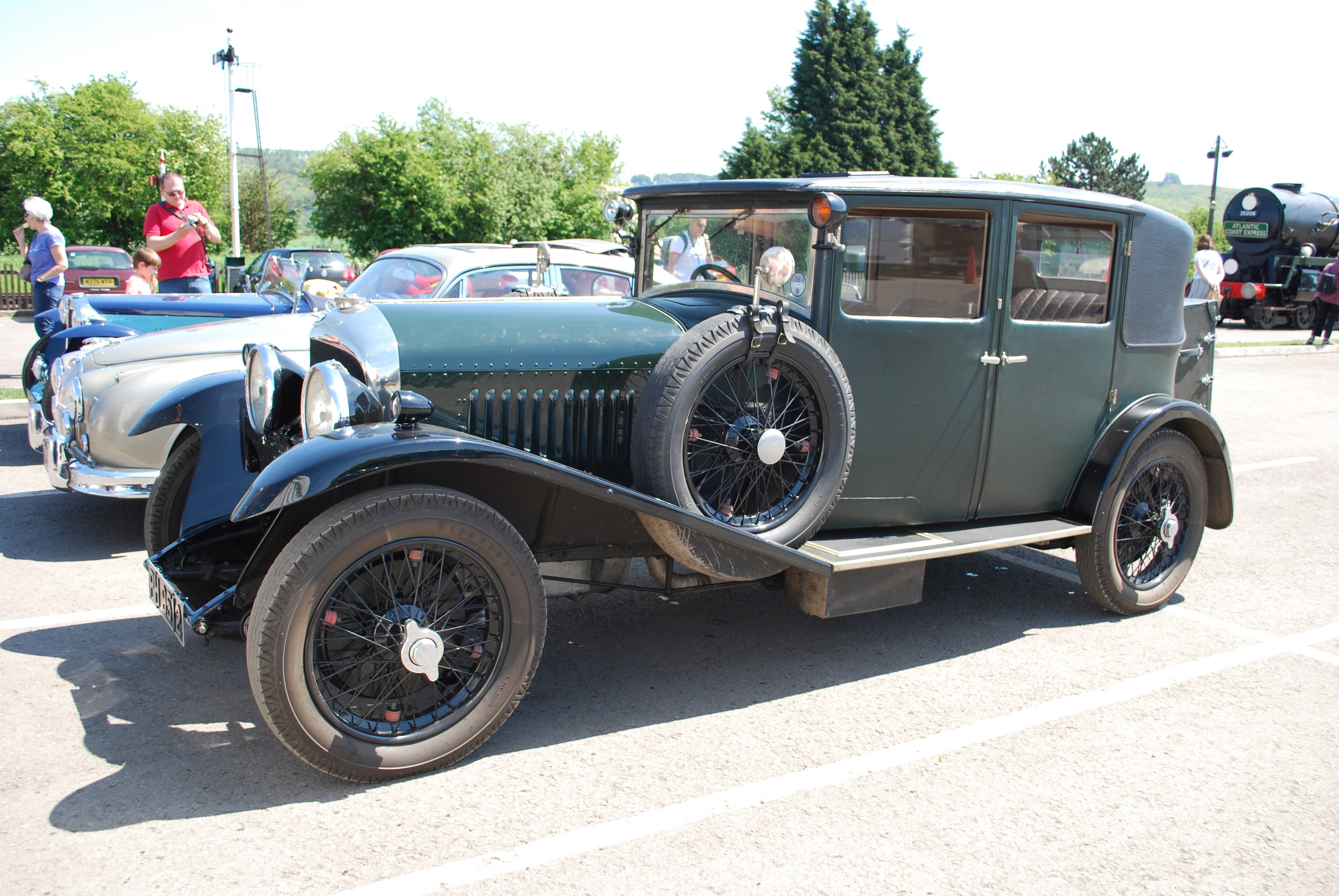
Carrosserie Gurney Nutting Weymann pour cette Bentley 4 ½ litre de mai 1928

Le système Weymann est constitué d'un cadre ultra-léger en bois, avec des joints métalliques afin que le bois ne touche pas le bois. De petits panneaux métalliques sont insérés entre le tissu et le cadre pour faire des coins externes arrondis. Des câbles sont tendus dans les portes pour qu'elles gardent leur forme lors d'accélérations ou de passages de bosses. Le cadre est ensuite recouvert de mousseline sur un grillage garni d'une fine couche de ouate de coton, utilisé pour couvrir de grandes zones ouvertes, et la couche supérieure de tissu, généralement en cuir synthétique teinté, est enfin placée. Le matériau de choix pour ces carrosseries est un faux cuir  fabriqué en France dès avant la Guerre de 14 (il existe une référence à ce matériau dans une pièce comique d'Alphonse Allais) sous l'appellation commerciale Pégamoïd  Les joints de tissu exposés sont couverts par des moulures en aluminium. Les sièges sont fixés directement sur le châssis.
Les passagers sont donc en contact presque direct avec le moteur fermement monté sur le châssis. Lorsque le marché le permettait, quelques isolations étaient fournies par des sièges luxueusement cintrés, souvent recouverts de coussins pneumatiques gonflés. Pour le marché du luxe, le système encourageait le développement de moteurs multi-cylindres au lieu de quatre, six ou huit. 
Il va de soi que ces coûteuses carrosseries sont achetées par des clients riches, disposant d'un garage (ou d'une ancienne écurie) un tel assemblage, même très soigné, n'appréciant pas de rester exposé aux intempéries météo.
Les carrosseries tissu avaient beaucoup d'ouate entre les cadres et la toile qui les couvraient pour pouvoir présenter des surfaces bien lisses, et les oiseaux avaient appris à repérer ces carrosseries pour se fournir en ouate afin de construire leurs nids. 
Apparus trop tard pour Weymann, les supports moteur flexibles et de meilleures suspensions, remplaçant les ressorts à lames primitifs, n'ont pas sauvé le concept. Les pièces de carrosseries en acier embouti, adoptées par Morris qui fonda la Pressed Steel Company avec Edward Gowan Budd en 1926, et ensuite les carrosseries autoporteuses dans les années trente, finirent par définitivement tourner cette page.

### Avantages en comparaison avec les carrosseries classiques
J Gurney Nutting de Chelsea, à Londres, a assuré aux acheteurs de ses carrosseries Weymann, y compris au Prince de Galles, qu'elles fussent:
- Absolument silencieuses
- Aussi durable que toute autre carrosserie
- Résistantes aux mauvaises routes et à la vitesse
- Pas de grincements, craquements, ni de courants d'air
- Absence de roulements et de grondements
- La légèreté augmente l'économie et la vitesse
- Plus luxueuses
- Un confort parfait dans toutes les conditions météorologiques
- Moins chères que des carrosseries composites de qualité similaire
- Faciles à entretenir
- Faciles à laver et à nettoyer
- Faciles à réparer en cas d'accident

## Concepteur et titulaire du brevet
Le système fut inventé par Charles Weymann (1889–1976). Un portrait d'époque peut être consulté dans les archives du magazine FLIGHT.
Le Carrossier Weymann était situé au 20, rue Troyon, Paris, et leurs élégantes et luxueuses carrosseries montées sur des limousines Bugatti, Rolls Royce, Hispano-Suiza, etc. portaient l'étiquette Les Carrosseries C. T. Weymann, 18-20, rue Troyon, Paris.

## Construction Z
Daimler avait toujours construit ses propres carrosseries mais, comme d'habitude à l'époque, pour répondre aux clients, un grand nombre de châssis nus sont fournis à des carrossiers externes. Au deuxième trimestre de 1924, Daimler a commencé à construire des carrosseries Weymann flexibles encadrées de tissu pour leur "naturel silence, l'absence totale de percussion, et tous les attributs qui rendent confortable les voyages longue distance avec un minimum de fatigue". Les sièges étaient des paniers Dryad en osier à bouton piqué en cordon Bedford. Daimler choisit de nommer ses carrosseries Weymann Construction Z.

## Carrosseries sous licence

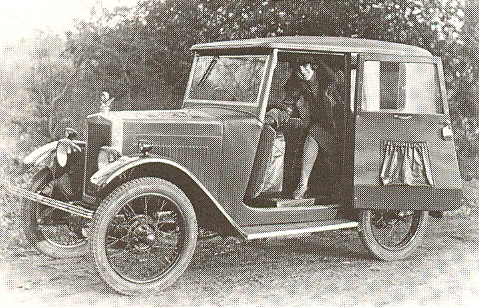
Une Morris Minor de 1928

L'entreprise qui fournit la licence aux clients, permettant de construire des carrosseries Weymann en tissu sur des châssis, est basée à Paris. Weymann revendiqua 123 titulaires de licence de ses brevets et dit avoir reçu un paiement pour près de 70 000 carrosseries.
Parmi les fabricants sous licence, on trouve notamment:
- Weymann Motor Bodies limited, fondée en Angleterre en 1922, avec les premières licences délivrées en 1923, entre autres, à Rover Company. En 1925, un changement a été fait dans la méthode de production et l'octroi de licences, et la carrosserie Cunard, société basée à Putney, au Sud de Londres, a été achetée. L'entreprise fut un succès et a déménagé vers des locaux plus grands, dans ce qui avait été l'usine d'avions Blériot à Addlestone près de Weybridge, Surrey, Angleterre. En 1930, la société s'était tournée vers la construction de carrosseries d'autobus et, en 1932, devint une partie de la Métro Cammell Weymann.
- Weymann American Body Company of Indianapolis, USA
- Carrozzeria Touring, Milan, Lombardie, Italie et son propre développement, la Superleggera.

### Titulaires de Licences Anglais en 1928
Liste extraite d'une publicité conjointe de Fabricants de Véritable Carrosseries Weymann, placée par Weymann Motor Bodies (1925) Limited, 47 Pall Mall, Londres SW1
| Horace Adams, Newcastle upon Tyne | T H Gill & Fils, W1                | Mulliners, Birmingham                    |
| William Arnold, Manchester        | H A Hamshaw, Leicester             | Arthur Mulliner, Northampton             |
| J Blake & Co, Liverpool           | Hancock & Warman, Coventry         | K J Newns, Thames Ditton                 |
| Cadogan Moteurs, Fulham           | Thomas Harrington, Brighton        | J Gurney Nutting & Co, Chelsea           |
| Carlton Carriage Co, Willesden    | Kelly Davies Co, Manchester        | Parc Ward, Willesden                     |
| Caversham Motors, Reading         | W H Knibbs & Sons, Manchester      | F W Plaxton Smith & Bianchi, Scarborough |
| John Chalmers & Sons, Redhill     | Lancefield Coachworks, W13         | Rippon Bros, Huddersfield                |
| Charlesworth Bodies, Coventry     | Mann Egerton & Co, W1              | Union Motor car Co, SW1                  |
| Connaught Motor & Carriage, W1    | Marshalsea Bros, Taunton           | Martin Walter, Folkestone                |
| Flewitt, Birmingham               | E Maule & Son, Stockton-on-Tees    | F J Williams, Cheltenham                 |
| John Fowler & Sons, Harrogate     | Morgan & Co, Leighton Buzzard      | G Wylder & Co, Kew Gardens               |
| Freestone & Webb, Willesden       | Motor Bodies & Engineering Co., N7 | James Young & Co, Bromley Kent           |

## Galerie

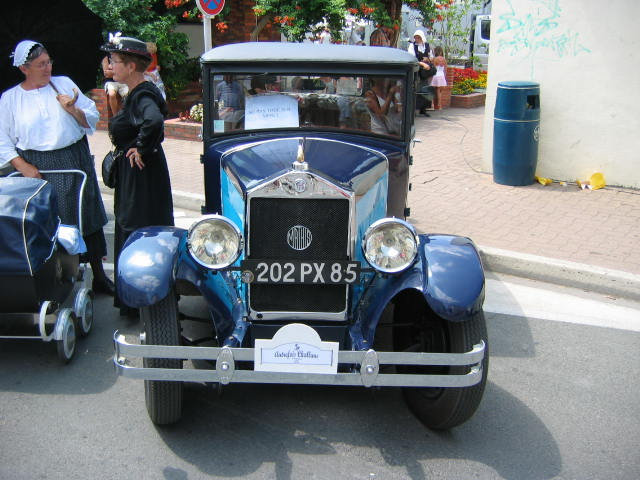
Mathis MY de 1924
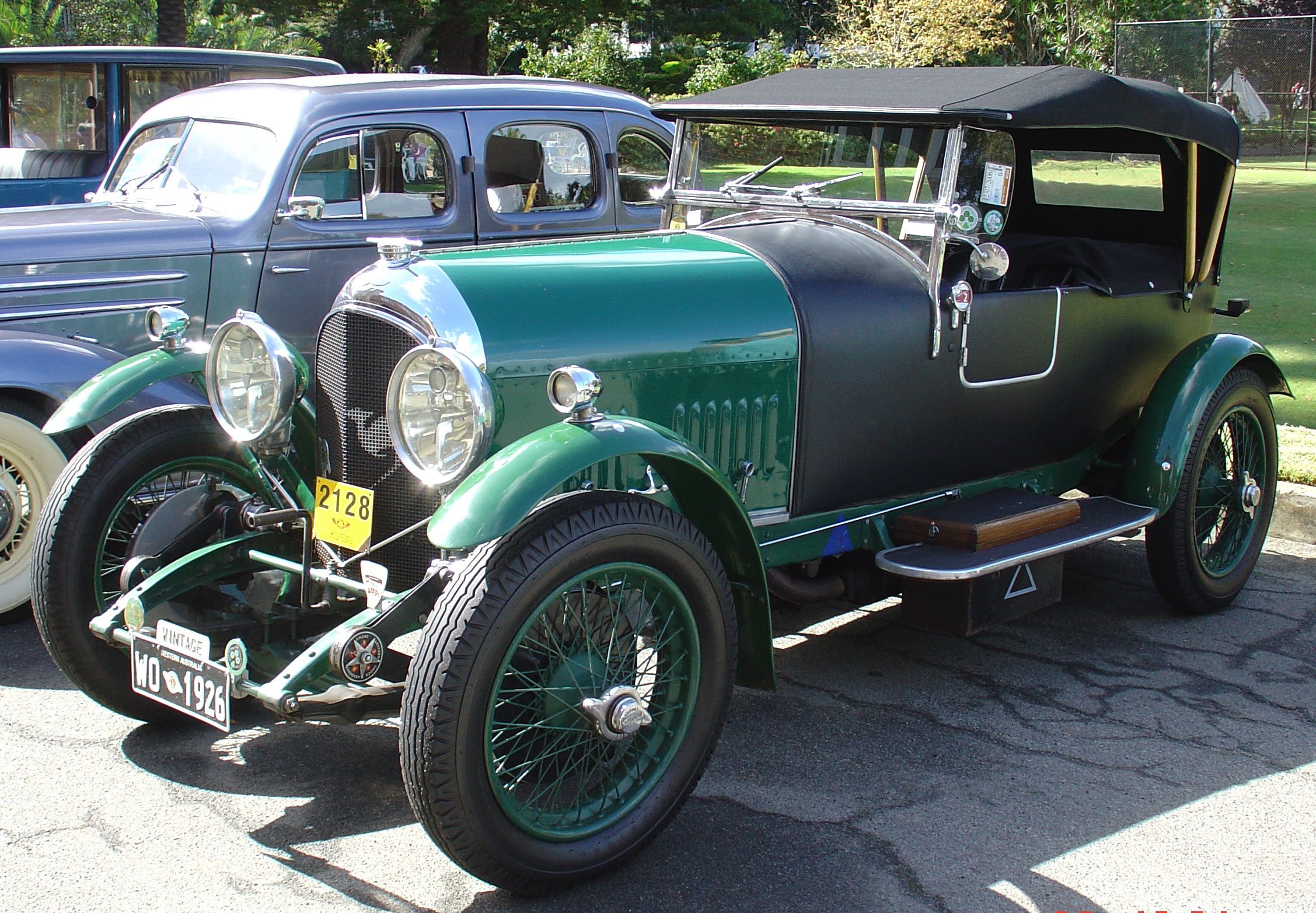
Bentley 3 Litres de 1926
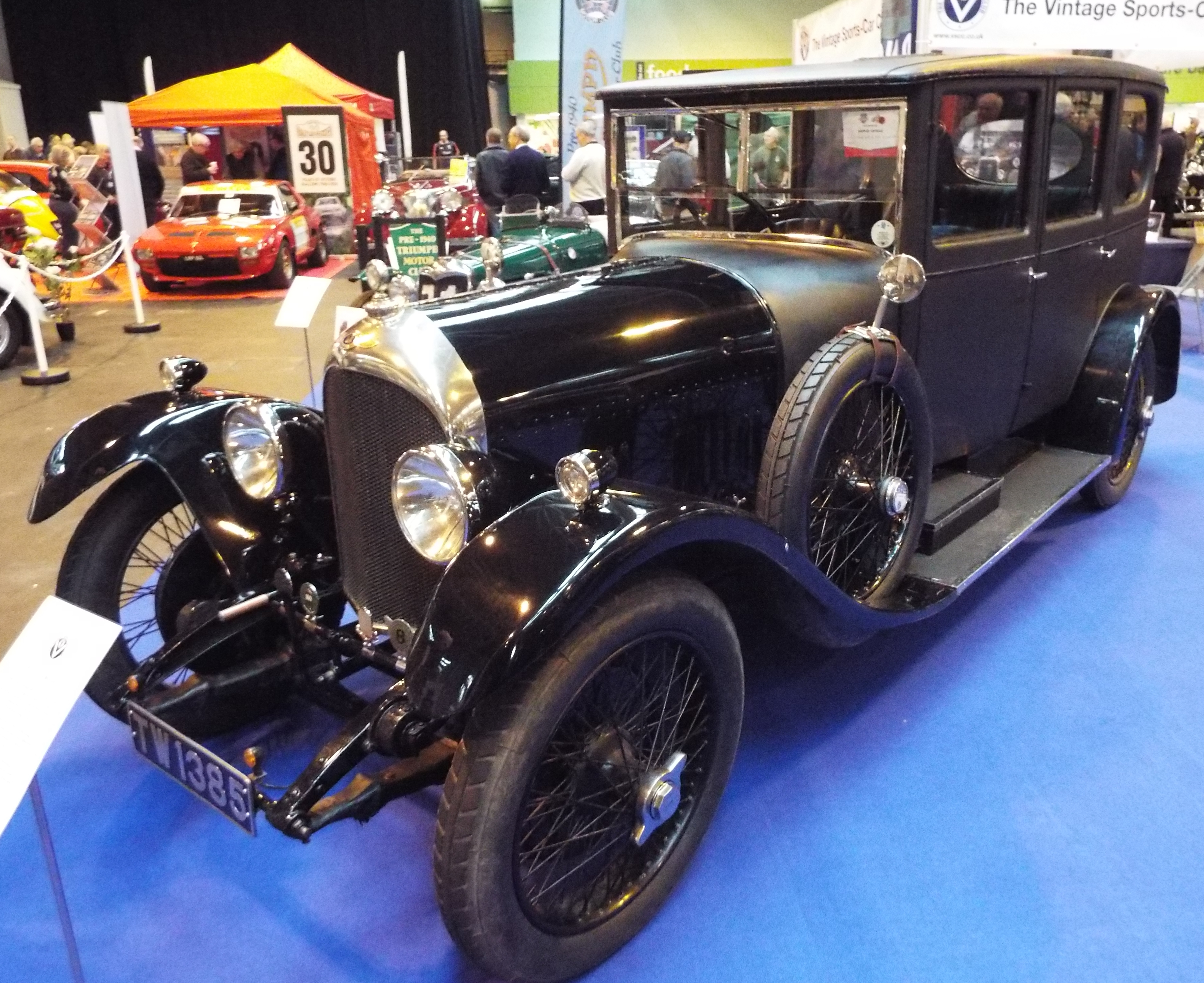
Bentley 3 Litres de 1926
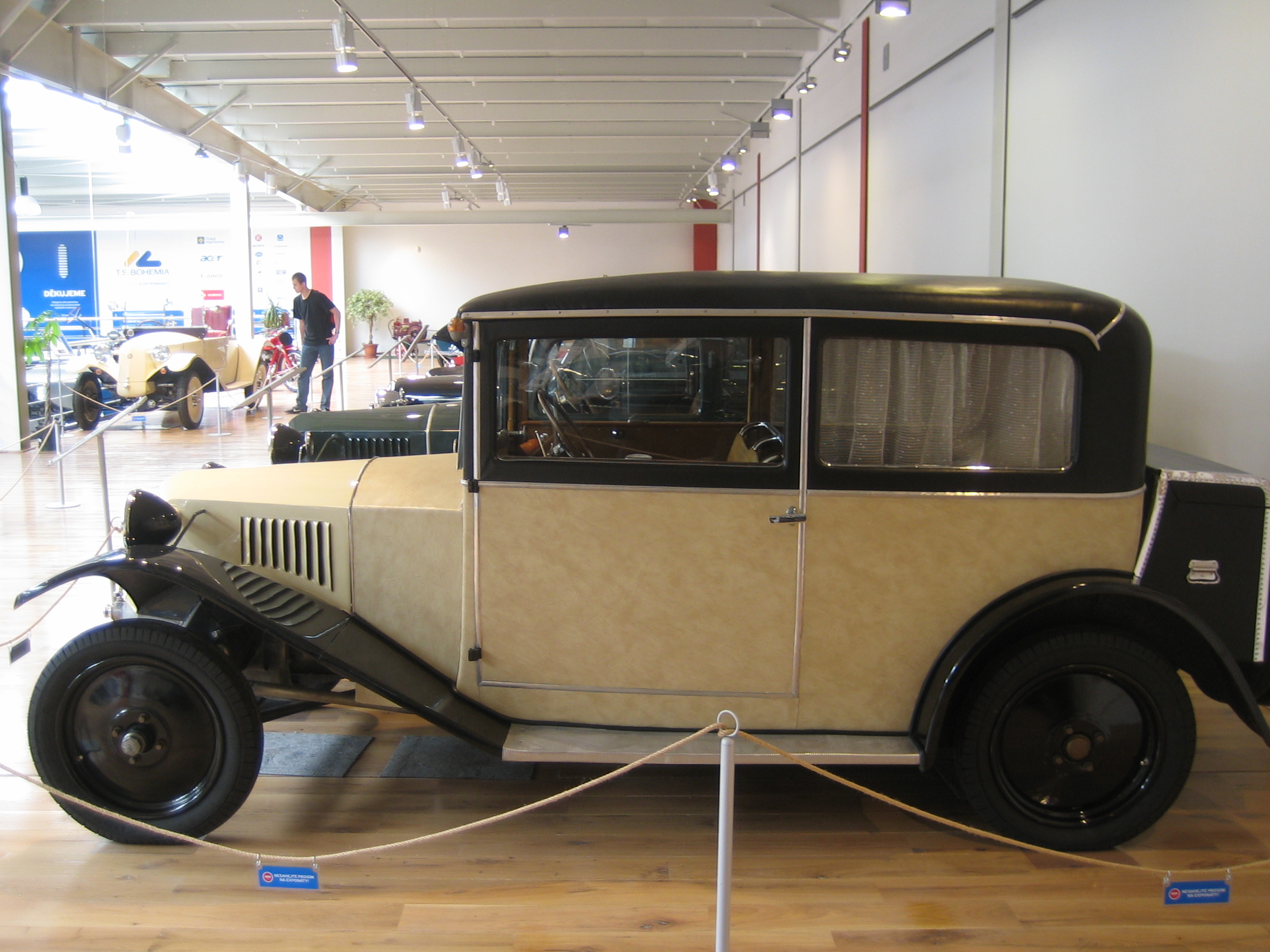
Tatra 12 produite entre 1926 et 1933
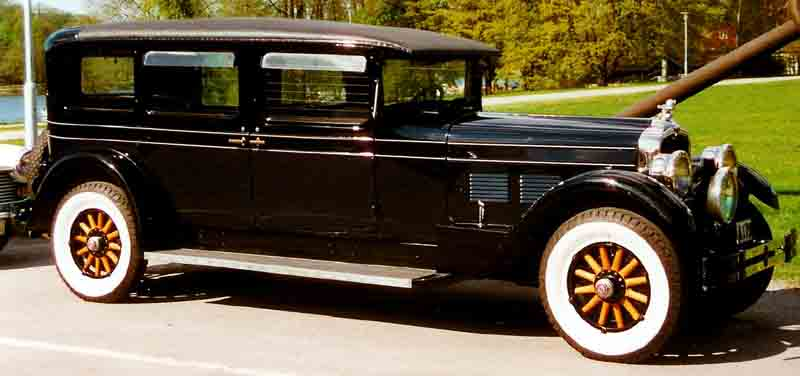
Stutz Vertical Eight AA, limousine de 1927
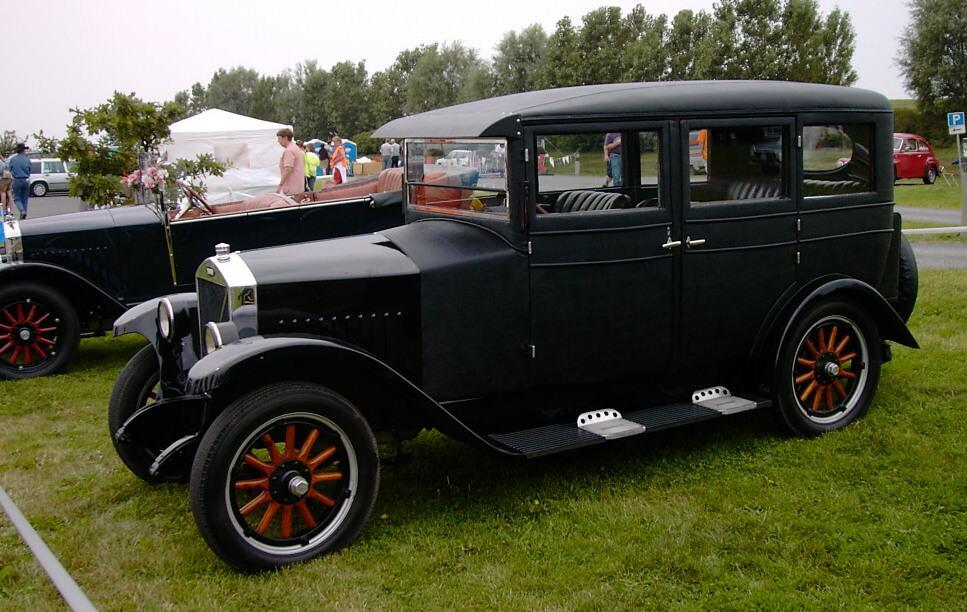
Volvo PV4 de 1928
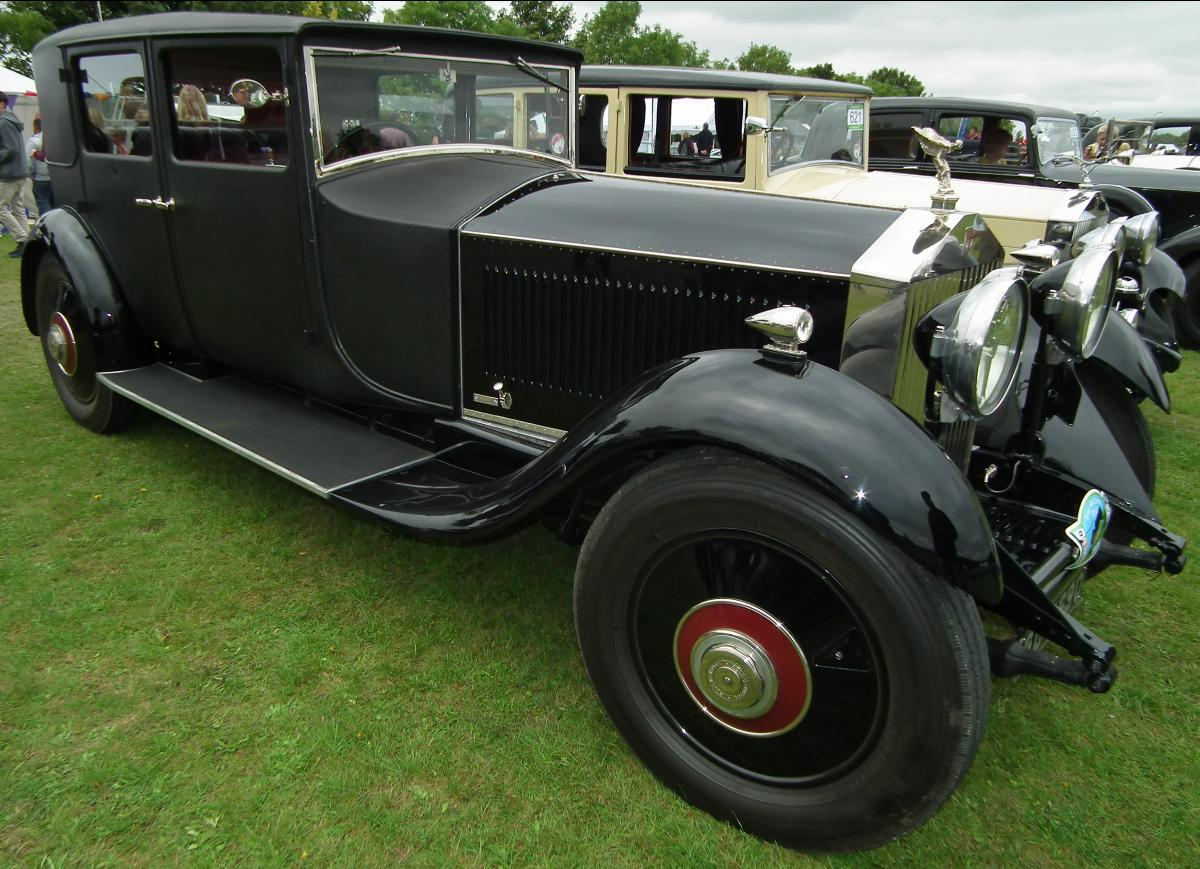
Rolls-Royce Phantom II de 1929, carrossée par H. J. Mulliner & Co.
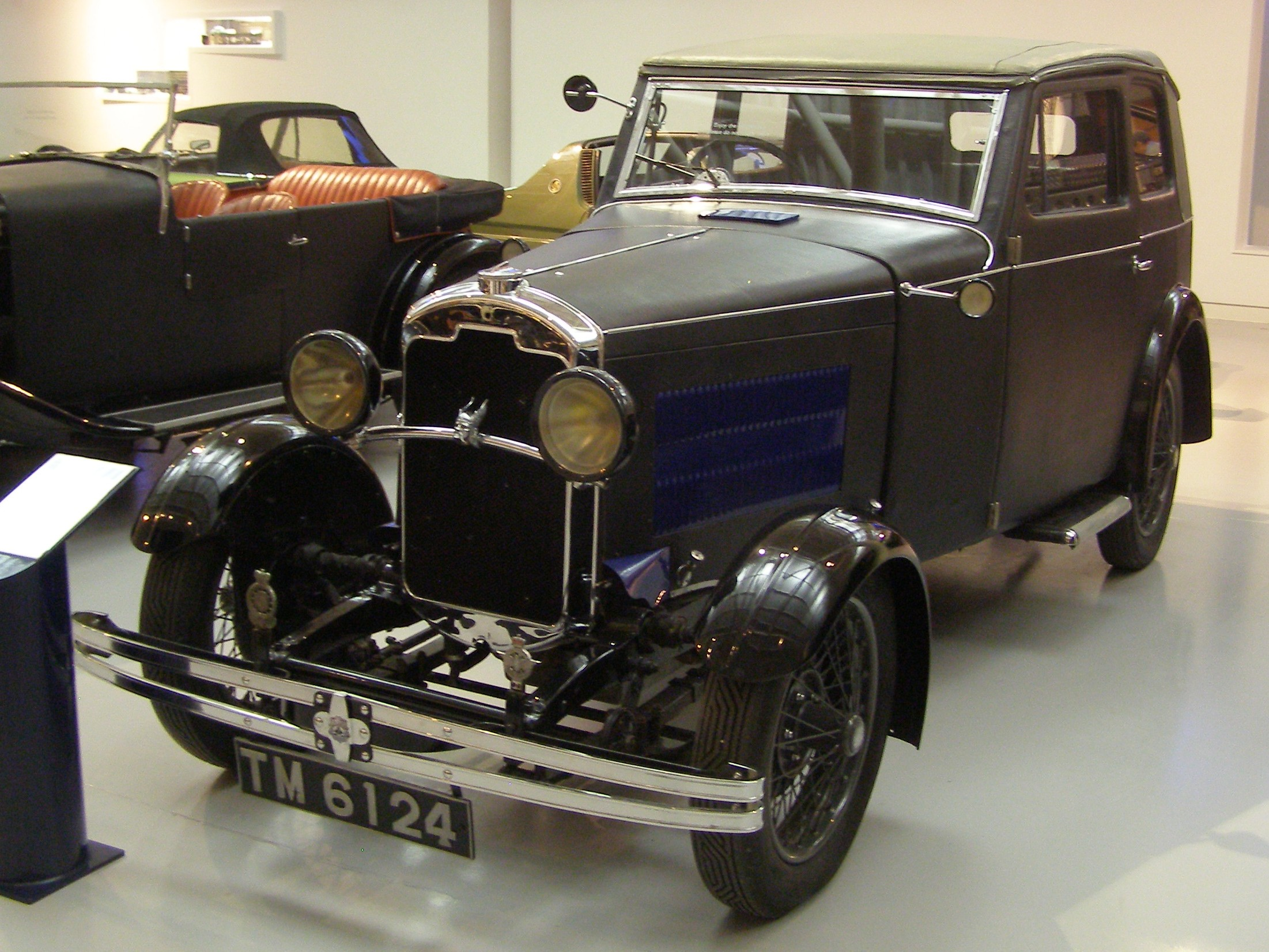
Rover Light Six "Blue Train", de 1929
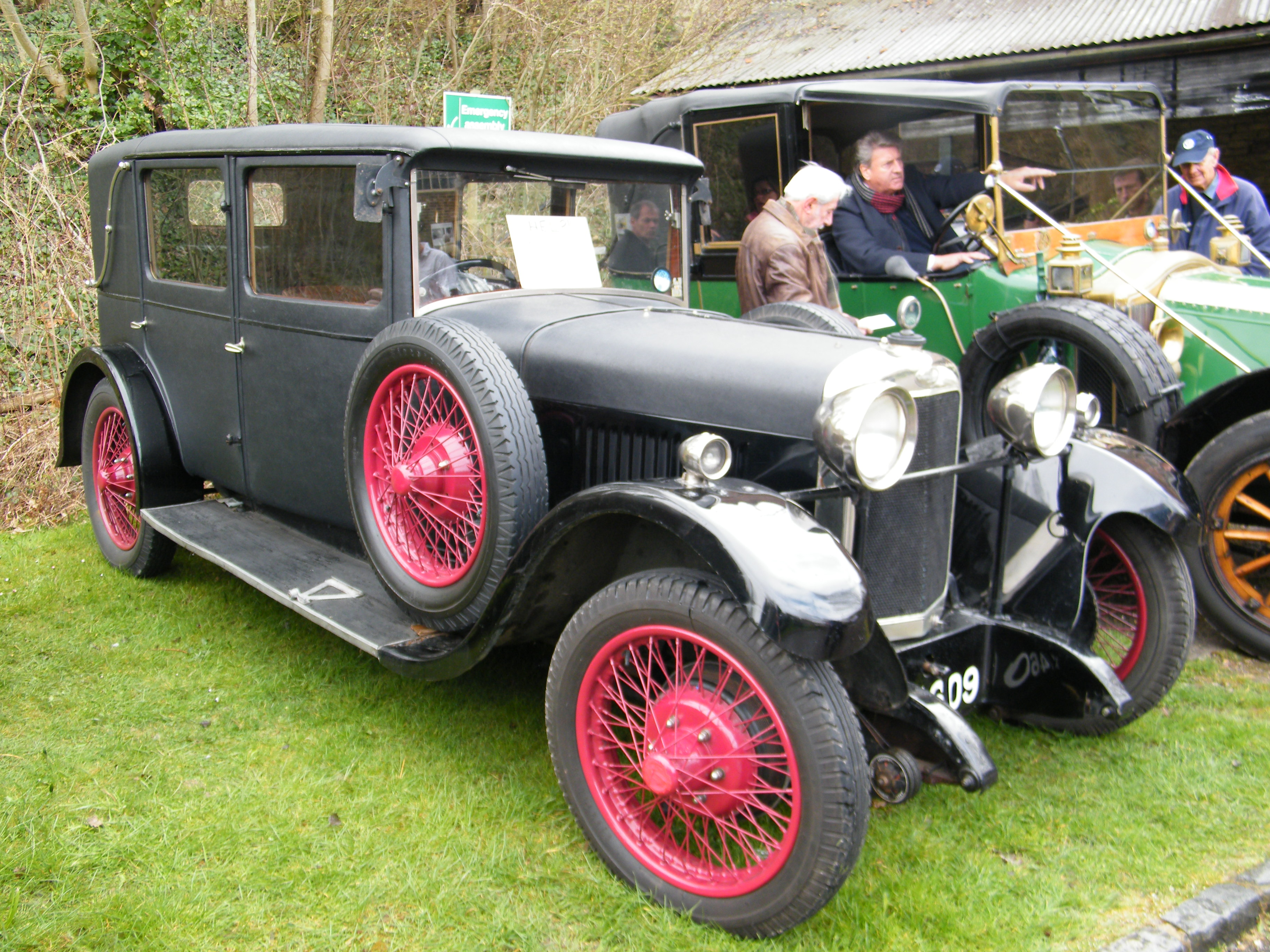
Sunbeam 16 de 1930
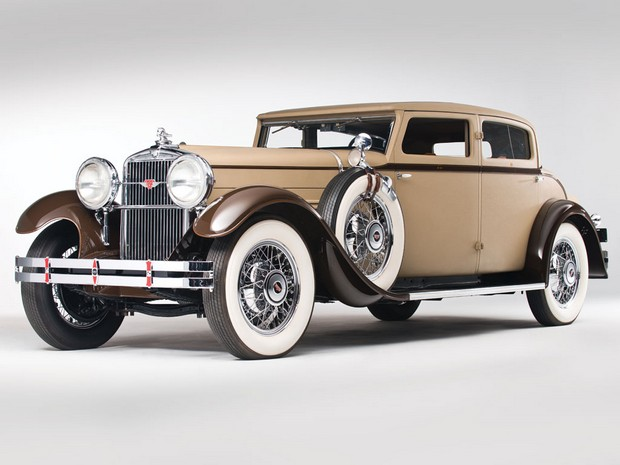
Stutz SV16 Monte Carlo de 1930
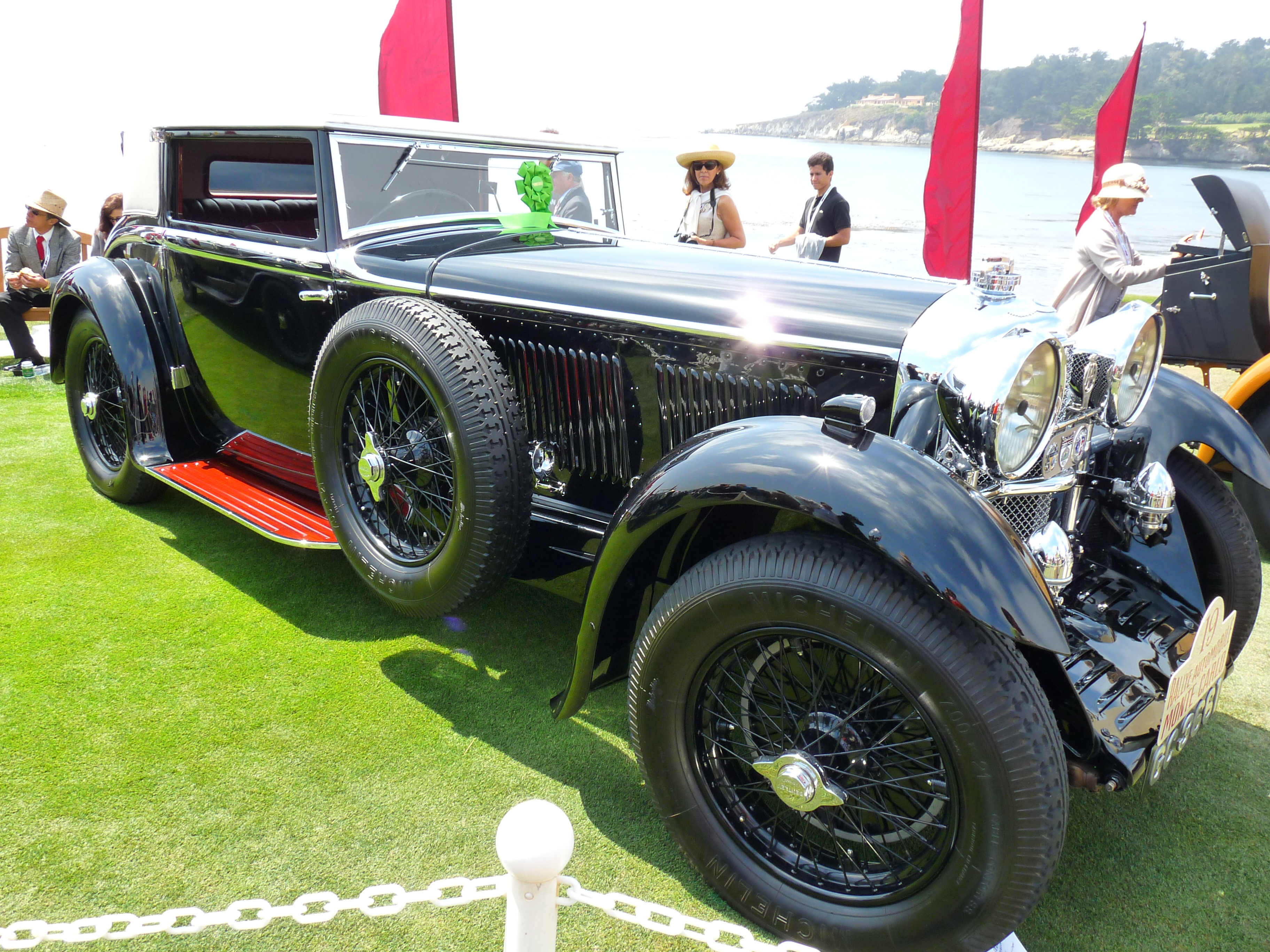
Bentley Speed Six 1930 avec la finition Tôle Souple
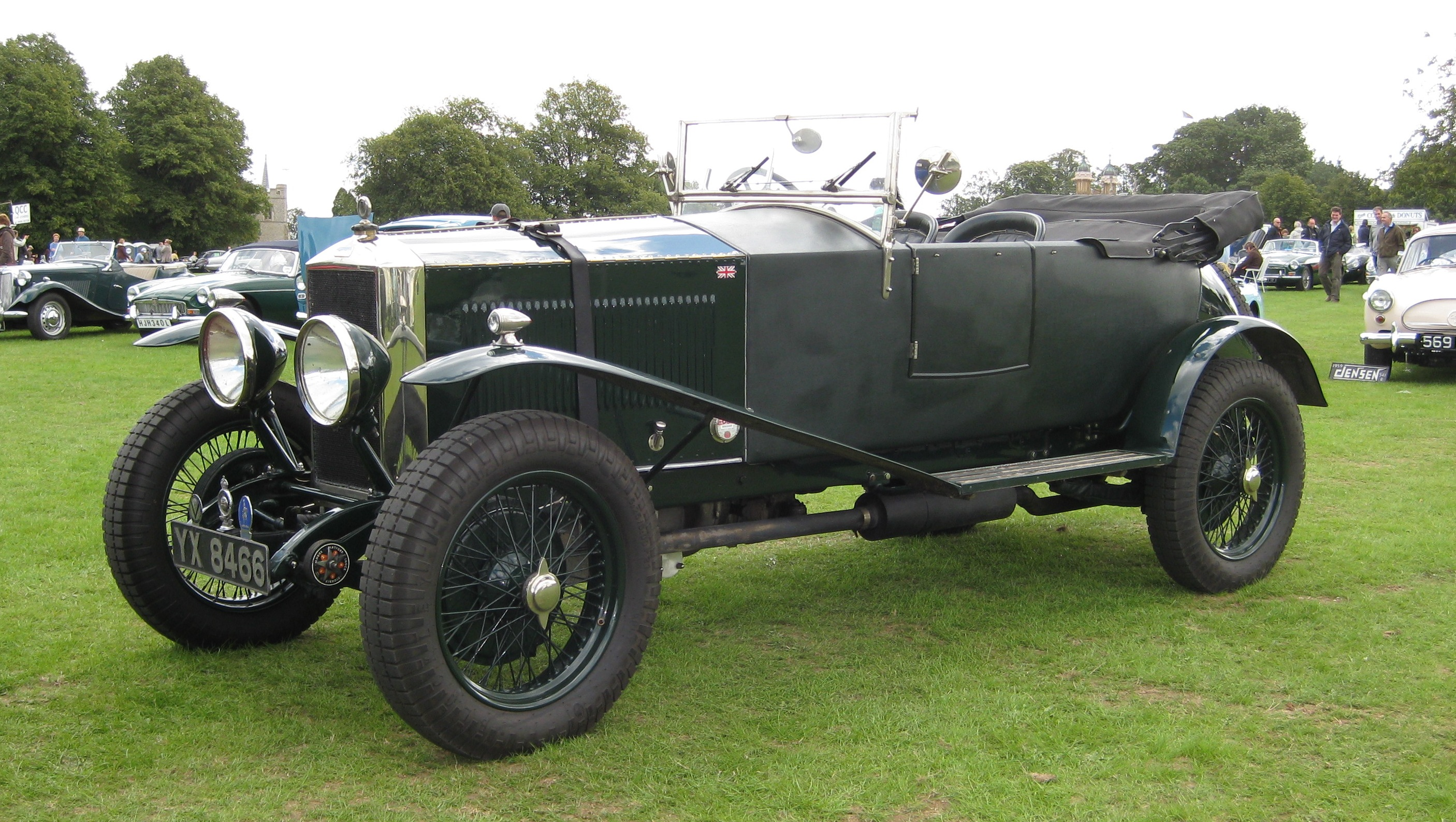
Invicta, 1929
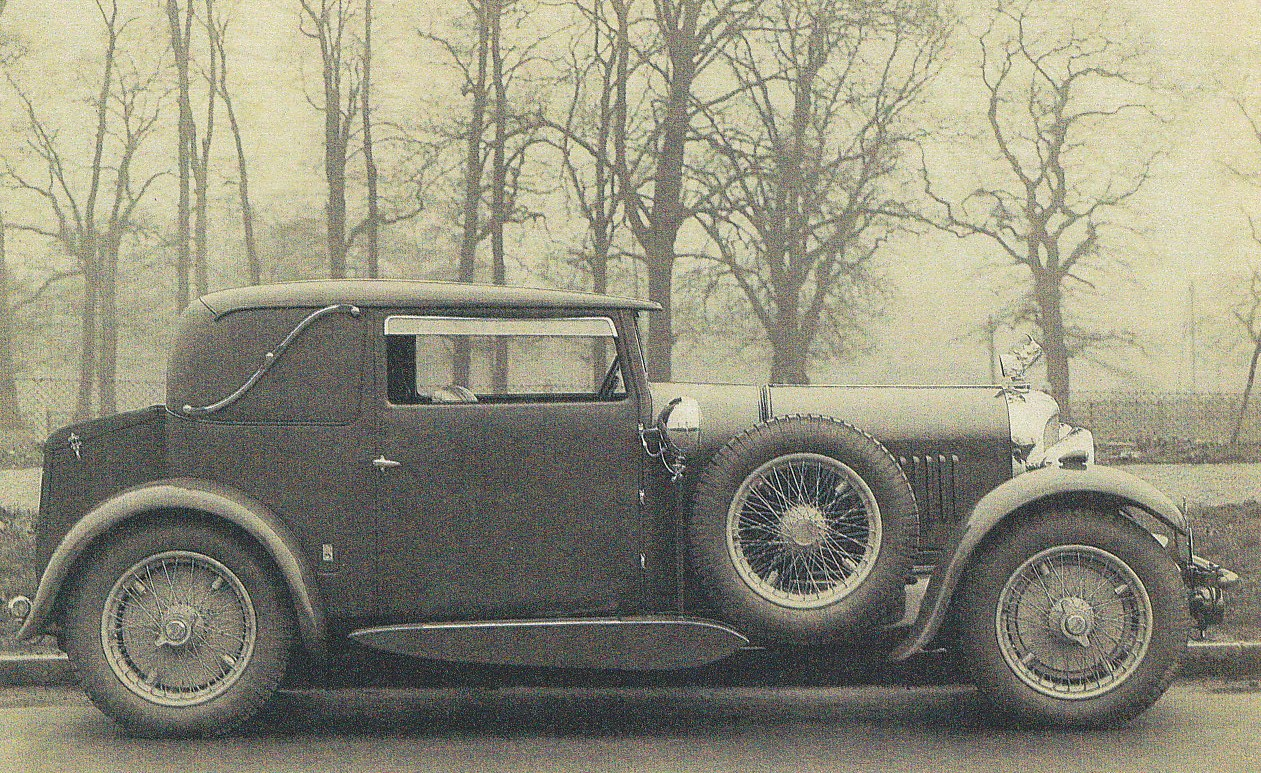
Bentley 4½ litres Supercharged, 1930
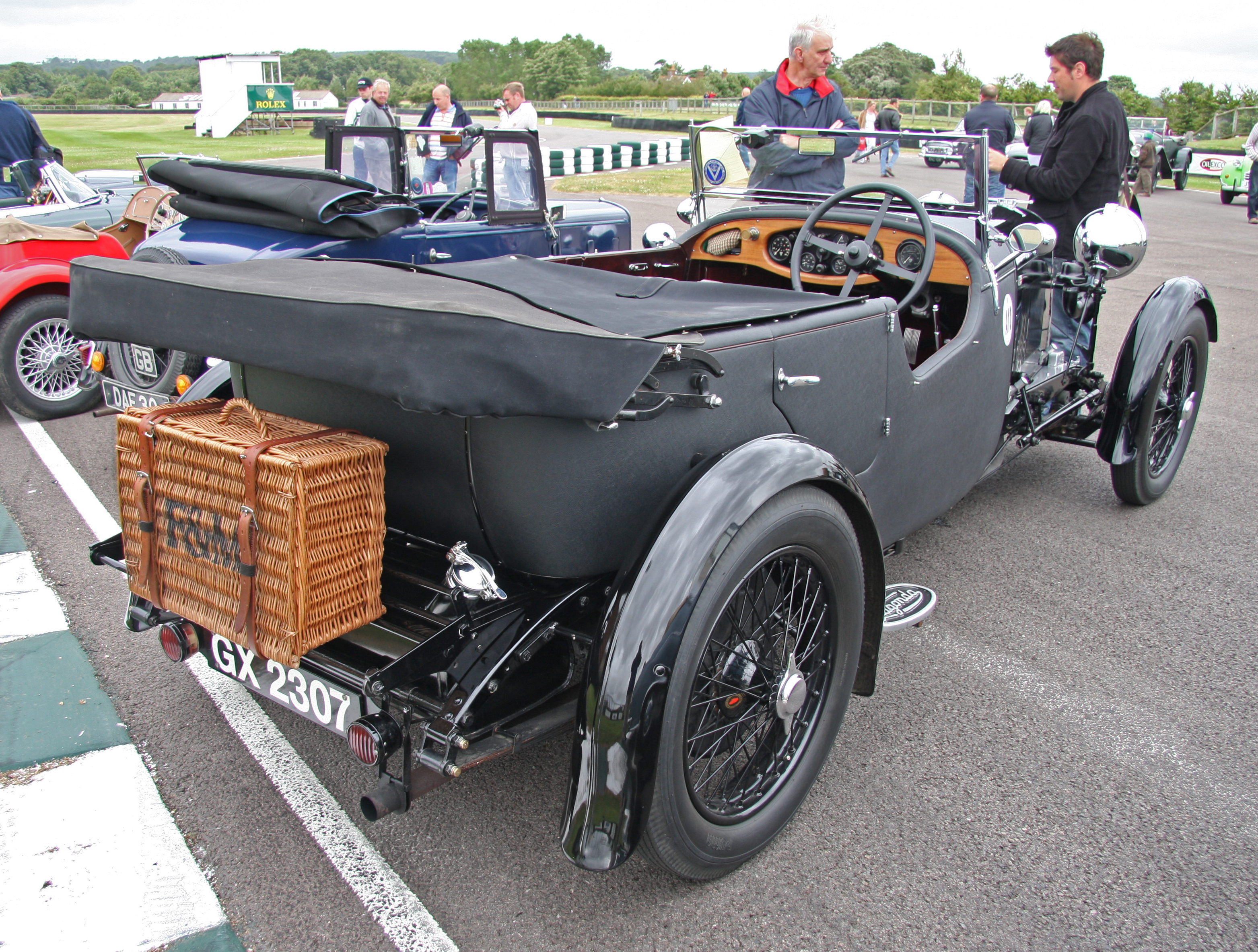
Lagonda 2-litres, 1932
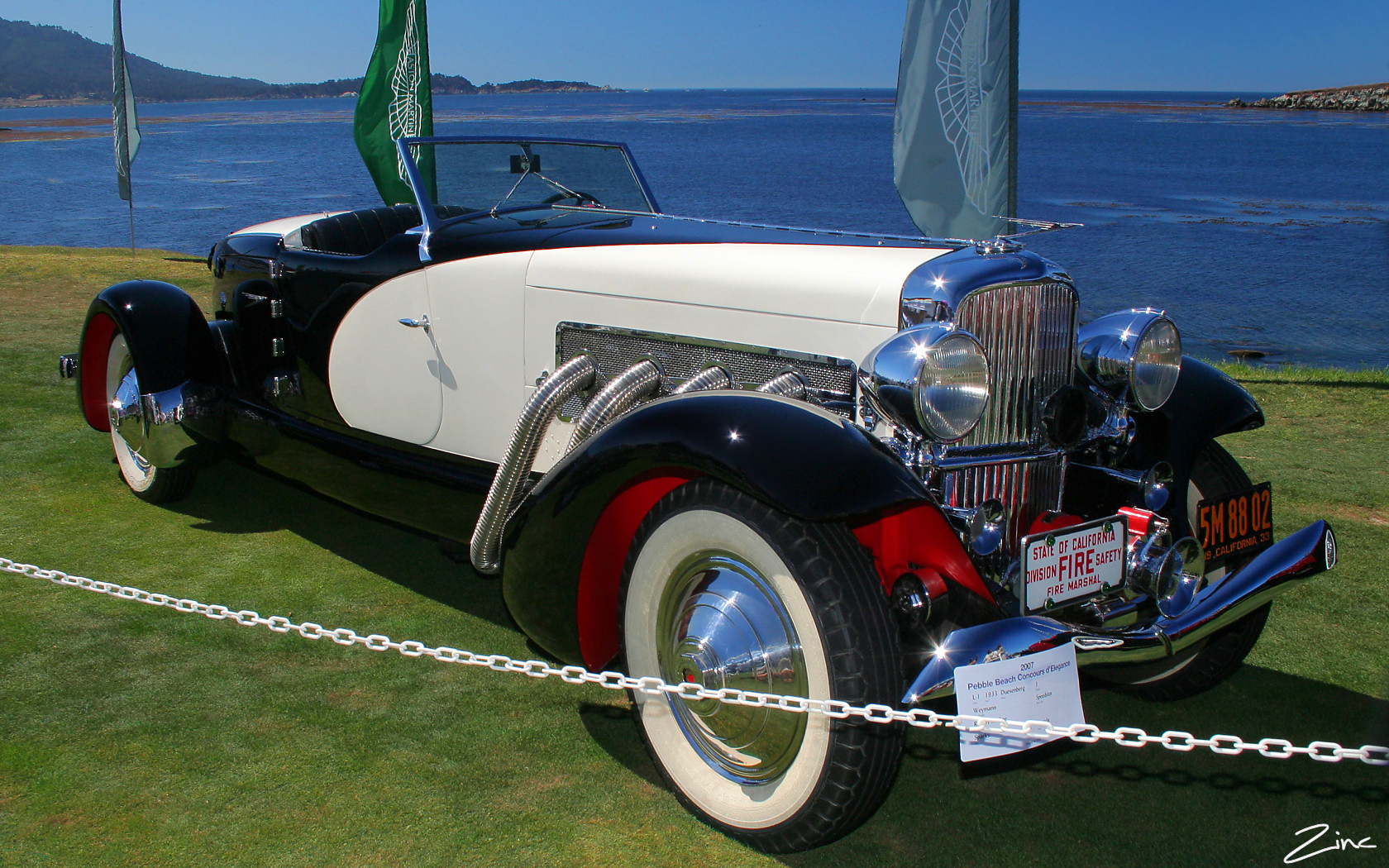
Duesenberg J Speedster, 1933
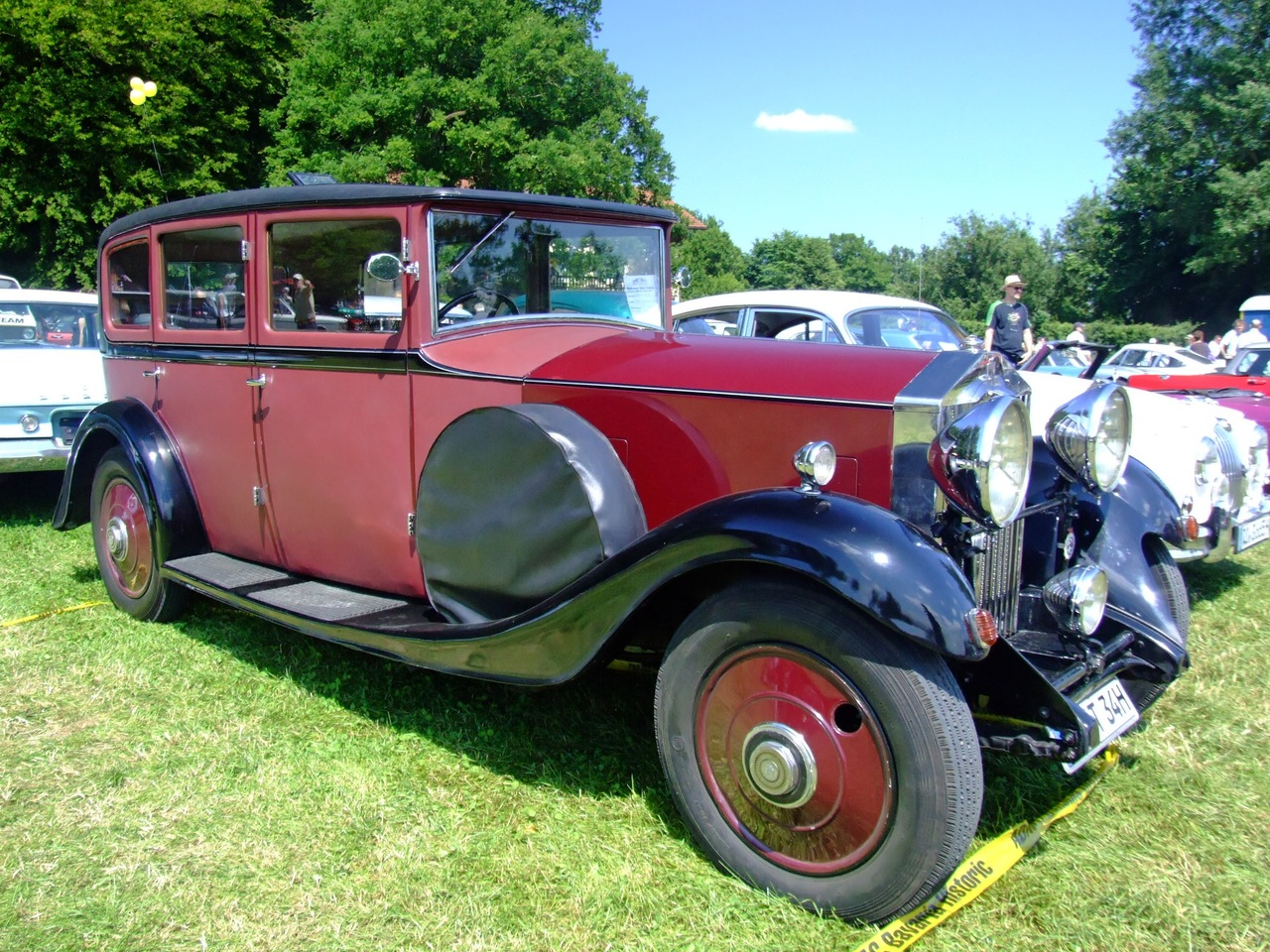
Rolls-Royce 20/25 de 1934

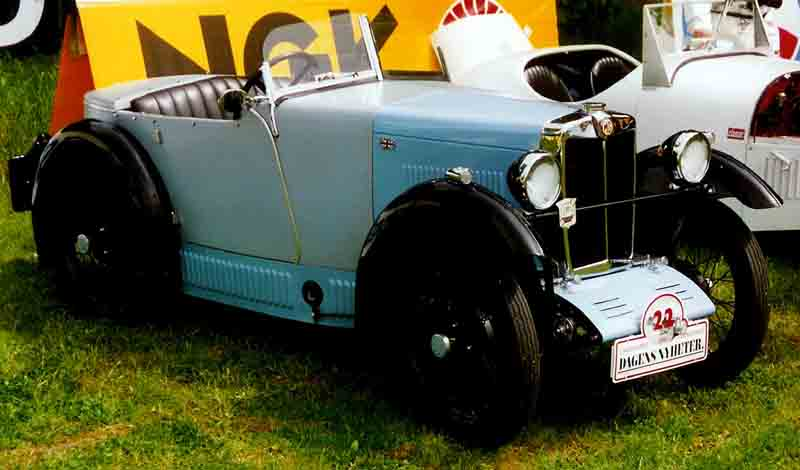
Maquette Weymann
MG Type M de 1929, la première des Midgets.
Toutes les carrosseries standard des type-M avaient été en panneaux de contreplaqué recouverts de tissu
Carrosseries fournies par Carbodies, £6.10.0 chaque